# علي الدرازي
علي أحمد الدرازي (29 مارس 1968

) مهندس وسياسي بحريني.

## السيرة
ولد الدرازي في قرية الدراز في 29 مارس 1968. حصل على بكالوريوس العلوم في الهندسة المدنية من الجامعة الروسية بموسكو عام 1994.
التحق بالعمل في شركة فندامنت في عام 2008 حتى أصبح مدير عام لها.
في انتخابات مجلس النواب لعام 2011 فاز بمقعد الدائرة الثالثة في المحافظة الشمالية بالتزكية بعد انسحاب جميع منافسيه. وفي انتخابات عام 2014 خسر مقعد الدائرة الأولى في المحافظة الشمالية بعدما جمع 264 صوت ما نسبته 48.89% بفارق 12 صوت عن الفائزة فاطمة العصفور.